# Luis Sepúlveda
Pour les articles homonymes, voir Sepulveda.
Sepúlveda   Calfucura est un nom espagnol. Le premier nom de famille, en général paternel, est Sepúlveda ; le second, en général maternel, souvent omis, est  Calfucura.
Luis Sepúlveda Calfucura, né le 4 octobre 1949 à Ovalle (Chili) et mort le 16 avril 2020 à Oviedo (Espagne), est un écrivain chilien. 
Son premier roman, Le Vieux qui lisait des romans d'amour, traduit en trente-cinq langues et adapté au grand écran en 2001, lui a apporté une renommée internationale. Son œuvre, fortement marquée par l'engagement politique et écologiste ainsi que par la répression des dictatures des années 1970, mêle le goût du voyage (en visitant l'Amérique latine, l'Equateur, la Colombie et le Pérou) et son intérêt pour les peuples premiers.

## Biographie
Luis Sepúlveda naît le 4 octobre 1949 à Ovalle., de José Luis Sepúlveda, membre du Parti communiste chilien et propriétaire d'un restaurant, et d’Irma Calfucura, infirmière d'origine mapuche. Son grand-père, Gerardo Sepúlveda Tapia, également connu sous son nom de guerre de Ricardo Branco, est un anarchiste andalou exilé en Amérique du Sud pour échapper à une condamnation à mort. 
Le lieu de sa naissance porte un premier signe de l’engagement politique familial : Luis Sepulveda naît à l’hôtel suite à une plainte déposée par son grand-père maternel fortuné contre son père pour des raisons politiques.  
Le jeune Luis grandit entre Valparaíso avec son grand-père paternel et un oncle, tous deux anarchistes, qui lui inculquent l'amour des romans d'aventures de Cervantes, Salgari, Conrad et Melville, et Santiago, dans le barrio Vivaceta, quartier ouvrier de la capitale. Enfant, avant de se tourner vers les livres, il se passionne pour le football qu'il pratique au sein des Unidos Venceremos FC. Dans un article écrit à l'occasion de la Coupe du Monde 2014 pour le quotidien argentin Clarín, il raconte d'ailleurs comment il est devenu écrivain grâce au football. Il ponctue ainsi son texte: « La vie est une somme de doutes et de certitudes. J’ai un grand doute et une grande certitude. Le doute, c’est de savoir si la littérature aura gagné quelque chose de mon engagement dans l’écriture. Et la certitude, c’est de savoir qu’à cause de la littérature, le football a perdu un grand attaquant. »
Il milite très jeune dans les Jeunesses communistes, à partir de 1961, et soutient le gouvernement de Salvador Allende au début des années 1970. Étudiant, il est emprisonné par la dictature du général Augusto Pinochet et séjourne deux ans et demi à Temuco, au sein d'une prison pour opposants politiques :

« À la fin d’un procès sommaire du tribunal militaire, en temps de guerre, à Temuco en février 1975, au terme duquel je fus accusé de trahison de la patrie, conspiration subversive, et appartenance aux groupes armés, entre autres délits, mon avocat commis d’office (un lieutenant de l’armée chilienne) est sorti de la salle — nous sommes restés dans une salle à côté — et, euphorique, m’a annoncé que ça s’était bien passé pour moi : j’avais échappé à la peine capitale et j’étais condamné seulement à vingt-huit ans de prison. »

Dans son livre Le Neveu d'Amérique, publié en 1995, il raconte son expérience dans la prison, notamment les tortures qu'il a subies et les rencontres qu'il a faites.
En 1977, grâce à l'intervention d'Amnesty International, Luis Sepúlveda est libéré. Sa peine de vingt-huit ans de détention est commuée en huit années d'exil en Suède. En fait, le jeune homme va voyager et sillonner l'Amérique du Sud. Il séjourne en Équateur, où il fonde une troupe de théâtre dans le cadre de l'Alliance française ; puis au Pérou, en Colombie et au Nicaragua. En 1978, il partage pendant un an la vie des indiens shuars dans le cadre d'un programme d'étude pour l'UNESCO afin d'étudier l'impact de la colonisation sur ce peuple. Au Nicaragua, il s'engage dans la lutte armée aux côtés des sandinistes (il intègre en 1979 la Brigade Internationale Simón Bolívar). Après la victoire de la révolution, il travaille comme reporter.
À partir de 1982, Luis Sepúlveda s'installe en Europe, d'abord à Hambourg en Allemagne et y travaille comme journaliste, voyageant souvent en Amérique latine et en Afrique.
Il y vécut 14 ans, se maria avec Margarita Seven, avec qui il eut trois fils.
Il travaille avec Greenpeace de 1982 à 1987 sur l'un de ses bateaux d'où il coordonne différentes sections de l'organisme. L'écrivain s'établit ensuite à Gijon dans les Asturies avec sa première femme Carmen Yáñez. Il milite à la Fédération internationale des droits de l'homme. Il contribue par ailleurs à l'édition chilienne du Monde diplomatique.

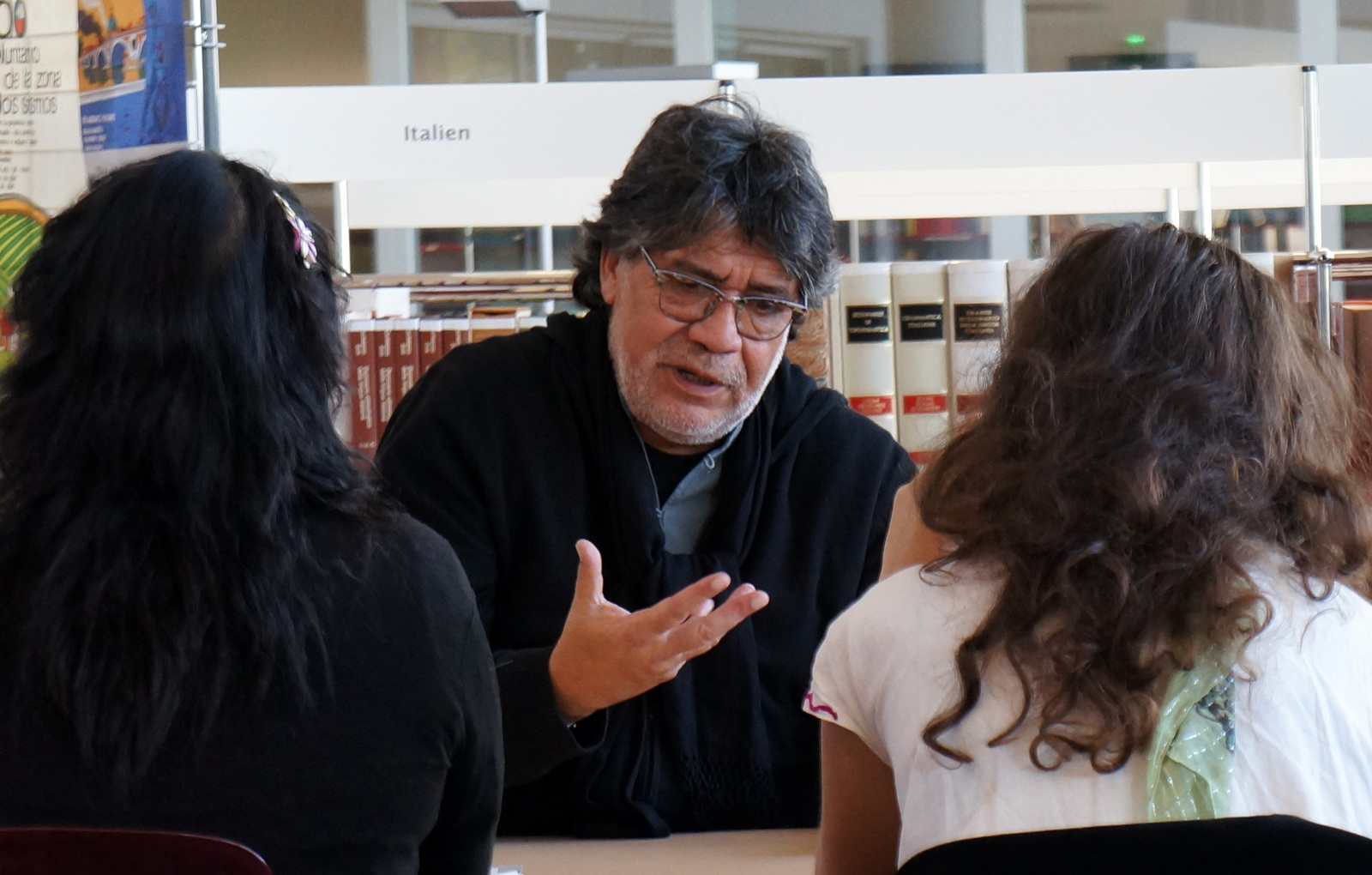
Luis Sepúlveda à l'université Toulouse le Mirail en 2013.

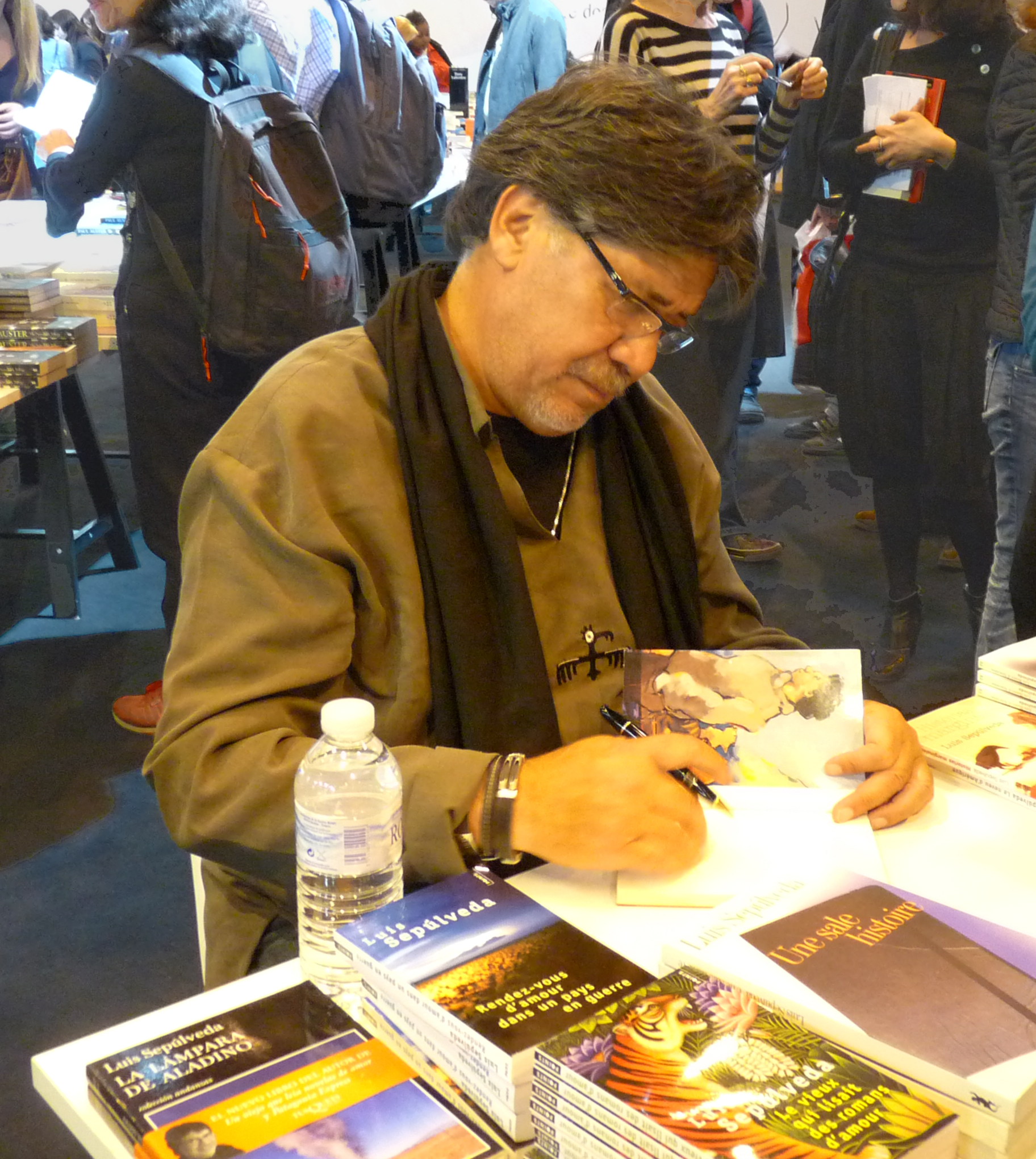
Dédicace au Salon du livre de Paris en 2010.

Le 27 février 2020, Luis Sepúlveda est hospitalisé à l'hôpital universitaire central des Asturies à Oviedo en Espagne. Son épouse et lui sont diagnostiqués positifs au SARS-CoV-2,,. Il meurt le 16 avril 2020 des suites de la maladie,.

## Œuvres
- 1969 : Crónica de Pedro Nadie, contes
- 1986 :
  - Los miedos, las vidas, las muertes y otras alucinaciones, contes
  - Cuaderno de viaje, contes
- 1989 : Mundo del fin del mundo (dédié à Radio Ventisquero)Publié en français sous le titre Le Monde du bout du monde, traduit par François Maspéro, Paris, Métaillé, coll. « Bibliothèque hispano-américaine », 1993  (ISBN 2-86424-143-9)
- 1992 : Un viejo que leía novelas de amor Publié en français sous le titre Le Vieux qui lisait des romans d'amour, traduit par François Maspéro, Paris, Métaillé, coll. « Bibliothèque hispano-américaine », 1992  (ISBN 2-86424-127-7)
- 1994 : Patagonia Express Publié en français sous le titre Le Neveu d'Amérique, traduit par François Gaudry, Paris, Métaillé, coll. « Bibliothèque hispano-américaine », 1996  (ISBN 2-86424-222-2)
- 1996 : Nombre de torero Publié en français sous le titre Un nom de toréro, traduit par François Maspéro, Paris, Métaillé, coll. « Bibliothèque hispano-américaine », 1994  (ISBN 2-86424-183-8)
- 1997 : Desencuentros Publié en français sous le titre Rendez-vous d'amour dans un pays en guerre, traduit par François Gaudry, Paris, Métaillé, 1997  (ISBN 2-86424-254-0)
- 1998 : Diario de un killer sentimental Publié en français sous le titre Journal d'un tueur sentimental, traduit par Jeanne Peyras, Paris, Métaillé, coll. « Suites : suite hispano-américaine » no 8, 1998  (ISBN 2-86424-262-1)
- 1999 : Hot Line Publié en français sous le titre Hot line, traduit par Jeanne Peyras, Paris, Métaillé, coll. « Suites : suite hispano-américaine » no 19, 1998  (ISBN 2-86424-294-X)
- 1999 : Yakaré
- 2001 : Historias marginales Publié en français sous le titre Les Roses d'Atacama, traduit par François Gaudry, Paris, Métaillé, coll. « Bibliothèque hispano-américaine », 2001  (ISBN 2-86424-387-3)
- 2003 : La locura de Pinochet  Publié en français sous le titre La Folie de Pinochet, traduit par François Gaudry, Paris, Métaillé, coll. « Bibliothèque hispano-américaine », 2003  (ISBN 2-86424-474-8)
- 2005 :
  - Moleskin Publié en français sous le titre Une sale histoire, traduit par François Gaudry, Paris, Métaillé, coll. « Bibliothèque hispano-américaine », 2005  (ISBN 2-86424-523-X)
  - Los peores cuentos de los hermanos Grim (coécrit avec Mario Delgado Aparaín) Publié en français sous le titre Les Pires Contes des frères Grim, traduit par Bertille Hausberg et René Solis, Paris, Métaillé, coll. « Bibliothèque hispano-américaine », 2005  (ISBN 2-86424-544-2)
- 2008 : La lámpara de Aladino y otros cuentos para vencer al olvido Publié en français sous le titre La Lampe d'Aladino et autres histoires pour vaincre l'oubli, traduit par Bertille Hausberg, Paris, Métaillé, coll. « Bibliothèque hispano-américaine », 2008  (ISBN 978-2-86424-670-1)
- 2009 : La sombra de lo que fuimos Publié en français sous le titre L'Ombre de ce que nous avons été, traduit par Bertille Hausberg, Paris, Métaillé, coll. « Bibliothèque hispano-américaine », 2009  (ISBN 978-2-86424-710-4)
- 2011 : Historias de aquí y de allá Publié en français sous le titre Histoires d’ici et d’ailleurs, traduit par Bertille Hausberg, Paris, Métaillé, coll. « Bibliothèque hispano-américaine », 2011  (ISBN 978-2-86424-778-4)
- 2012 : Últimas noticias del Sur Publié en français sous le titre Dernières nouvelles du Sud, traduit par Bertille Hausberg, Paris, Métaillé, coll. « Bibliothèque hispano-américaine », 2012  (ISBN 978-2-86424-862-0)
- 2013 : Escrituras en tiempos de crisis  Publié en français sous le titre Ingrédients pour une vie de passions formidables, traduit par Bertille Hausberg, Paris, Métaillé, coll. « Bibliothèque hispano-américaine », 2014  (ISBN 978-2-86424-950-4)
- 2015 : El Uzbeko mudo : y otras historias clandestinas Publié en français sous le titre L'Ouzbek muet et autres histoires clandestines, traduit par Bertille Hausberg, Paris, Métaillé, coll. « Bibliothèque hispano-américaine », 2015  (ISBN 979-10-226-0347-8)
- 2016 : El Fin de la Historia, Publié en français sous le titre La Fin de l'histoire, traduit par David Fauquemberg, Paris, Métaillé, coll. « Bibliothèque hispano-américaine : Noir », 2017  (ISBN 979-10-226-0604-2)

### Ouvrages de littérature d'enfance et de jeunesse
- 1996 : Historia de una gaviota y del gato que le enseñó a volar, ouvrage de littérature d'enfance et de jeunesse Histoire d'une mouette et du chat qui lui apprit à voler, traduit par Anne-Marie Métailié, Paris, Métaillié, 1996  (ISBN 2-02-030043-5)
- 2013 : Historia de Mix, de Max, y de Mex Publié en français sous le titre Histoire du chat et de la souris qui devinrent amis, traduit par Bertille Hausberg, Paris, Métaillé, coll. « Bibliothèque hispano-américaine », 2013  (ISBN 978-2-86424-910-8)
- 2014 : Historia de un caracol que descubrió la importancia de la lentitud Publié en français sous le titre Histoire d'un escargot qui découvrit l'importance de la lenteur, traduit par Anne-Marie Métailié, Paris, Métaillé, coll. « Suites », 2017  (ISBN 979-10-226-0726-1)
- 2016 : Historia de un perro llamado Leal Publié en français sous le titre Histoire d'un chien mapuche, traduit par Anne-Marie Métailié, Paris, Métaillé, 2016  (ISBN 979-10-226-0521-2)

## Récompenses et distinctions
- Pour Le Vieux qui lisait des romans d'amour :
  - Prix Relay 1992[13] pour Le Vieux qui lisait des romans d'amour
- Pour Histoire d'une mouette et du chat qui lui apprit à voler :
  - Label du Prix Bernard Versele, catégorie 5 chouettes 1998
  - Prix Salicorne du 3e festival du Livre animalier pour la jeunesse 1998
  - Prix Sorcières roman 1997
  - Prix jeunesse Gabier du Salon du livre de Concarneau 1997
  - Prix de la Cité des livres, Cherbourg-Octeville 2004
  - Prix Mille pages jeunesse du roman 1997
  - Prix des CM1/CM2/6e du festival du livre pour la jeunesse « Lire aux éclats » de Sallanches, 1998
  - Sélection Éducation nationale (France)

## Sur quelques ouvrages

### La Fin de l'histoire
L'action de ce thriller politique se déroule surtout au Chili, à Santiago, dans les années 2010. 
Mikhaïl Semionovitch Krasnov, alias Miguel Krassnoff (es) (1946-), est un ataman cosaque. Son père, Piotr Krasnov (1869-1947), chef des cosaques de l’armée blanche, fils de Nikolaï Krasnov (1833-1900), a fait le siège de Petrograd. Son vainqueur, Trotski, lui impose la vie sauve, la défaite sans honneur, la promesse de ne plus agir contre le pouvoir soviétique. Le vaincu continue le combat contre la Russie soviétique, pour l’Allemagne nazie. Il se retrouve diriger en 1944 quelques mois la Kosakia (it), en Carnie (Frioul). Grâce à l'organisation Odessa, certains Cosaques peuvent fuir en Amérique latine. 
Le fils participe aux exactions militaires de la répression sous Pinochet, avec la DINA. Désormais accusé et prisonnier à la Villa Grimaldi, il demande à être libéré. Un commando russe de trois agents spéciaux, revenus d’Afghanistan, est envoyé à Santiago le libérer. Leurs deux contacts chiliens Victor Espinoza et Pablo Salamendi ne se sont pas programmés pour cela. Et l’ancien guérillero retraité Juan Belmonte, solitaire, vit retiré loin au sud, depuis vingt ans, vivant avec sa compagne Veronica, brisée de l’intérieur, rescapée de la Villa Grimaldi. Ces six hommes se connaissent pour avoir été formés à l'Académie Militaire des Troupes Blindés Rodion Malinovski (en), avec le colonel Stanislav Sokolov Slava. Le Suisse Marker réactive Juan Belmonte, qui, sous la menace, monte à Santiago, laissant Veronica sous la protection de Pedro de Valdivia el Petiso.
La fiction s’appuie sur les réalités chiliennes des années 1970-2000.

## Filmographie

### Comme scénariste
- 1986 : Vivir a los 17 (es)
- 2000 : Tierra del fuego
- 2002 : Corazón verde
- 2002 : Nowhere
- 2004 : Corazón-bajo

### Comme réalisateur
- 1986 : Vivir a los 17 (es)
- 2002 : Nowhere
- 2004 : Mano armada
- 2004 : Corazón-bajo

### Comme monteur
- 2004 : Mano armada
- 2004 : Corazón-bajo

### Comme acteur
- 1998 : La Mouette et le Chat (La Gabbianella e il gatto) : le poète (voix)
- 2000 : Bibo per sempre (it) : Il Barbone

### Comme directeur de la photographie
- 2004 : Corazón-bajo

### Comme producteur
- 2004 : Mano armada